# بخش تیمرا
بخش تیمرا (به سوئدی: Timrå kommun) یک ناحیه شهری در سوئد است که در شهرستان وسترنورلاند واقع شده‌است.

## خواهرخوانده
شهر Zola Predosa خواهرخواندهٔ بخش تیمرا هست.